# Pučki ustanak
Pučki ustanak (mađ. Népfelkelő, njem. Landsturm) od 1868. naziv je za pričuvne postrojbe Austro-ugarske vojske na teritoriju Hrvatske. Temeljio se na staroj tradiciji podizanja zemaljskog ili općeg ustanka u slučajevima rata ili velike opasnosti. Stariji naziv za taj hrvatski pučki ustanak (vojsku Kraljevine Hrvatske) prije 1868. jest insurekcija.

## Insurekcija
Od srednjega vijeka hrvatsko je kraljevstvo prema feudalnom pravu u slučaju opasnosti kao pomoć vladaru za obranu zemlje bilo obvezno podići vojsku, ovisno o osobnom statusu u društvu i veličini imovine, odnosno posjeda. Insurekcijom je zapovijedao hrvatski ban, a u slučaju njegova odsustva mijenjao ga je kapetan ili potkapetan kraljevstva.
Još 1478. zbog nadolazeće turske opasnosti Sabor je donio odluku o općem pozivu naroda pod oružje za obranu zemlje. Plemići su morali na svakih 25 kmetova morali opremiti i dati jednog konjanika i jednog pješaka, dok su slobodnjaci osobno služili. Obveze su često mijenjane sve dok Sabor 5. siječnja 1592. nije donio s:Zakon o općem ustanku, odnosno, insurekciji, kojem su se osobno morali odazvati svi plemići, slobodnjaci i građani. Nemoćni i udovice plemića novcem su plaćali svoj doprinos obrani Hrvatske. Insurekcijska vojska imala je dvije vrste obveznika: veći dio bili su neplemići i podložni plemići koji su vojevali u sastavu pojedinih velikaških banderija, dok su manji dio bili srednji i sitni plemići (tzv. personalisti) koji su osobno morali ispuniti vojnu obvezu te su ulazili u sastav jedinstvenog državnog banderija. Siromašniji su služili kao pješaci, a bogatiji kao konjanici. Insurekcija ili pučki ustanak mogao je biti opći i djelomičan. Nadalje, razlikovala se personalna, banderijalna i portalna insurekcija:
- Personalna insurekcija odnosila se na plemiće (Turopoljce, Kalničane, iz okolice Sv. Ivana Zeline i drugi) koji su osobno morali poći u rat u banskim banderijima;[3]
- Banderijalna insurekcija je u slučaju kada se podiže banderij kojeg su bili obvezni davati prelati i velikaši. Banderij je bio odred vojnika pod jednom zastavom (banderium) i vodstvom feudalnog gospodara. Podizali su ga vlasnici velikih imanja, a Sabor je određivao broj vojnika pojedinog banderija. Još od 15. stoljeća bilo je određeno da po jedan banderij podižu zagrebački biskup, kaptol, vranski prior i hrvatski ban. Banderijalisti crkvenih dostojanstvenika nazivali su se predijalisti.[3]
- Portalna insurekcija se sastojala od broja obveznih vojnika iz seljačkih kuća (porta).[3]

Vrstu insurekcije određivao je Sabor, koji ju je i uzdržavao unutar granica kraljevine. U slučaju da insurekcijska vojska ratuje izvan granica kraljevine njezine troškove snosio je kralj. S prestankom izravne turske opasnosti insurekcija se više nije podizala, no ponovno je aktivirana u nekoliko navrata, kad je Monarhija bila pod izravnom ugrozom. Tako su hrvatski insurgenti krenuli 1740. u Rat za austrijsko naslijeđe na poziv Marije Terezije, a insurekcija se proglašavala nekoliko puta tijekom Francuske revolucije.
Stari, tada već anakroni običaj podizanja insurekcije potrajao je sve do 19. stoljeća kada doživljava svoj vrhunac. Ratne 1809. godine u vrijeme Napoleonskih ratova u Hrvatskoj je podignuta najveća insurekcijska vojska do tada. Ne samo da je bila najveća, već je bila i najbolje organizirana: podignuto je gotovo 20.000 ljudi, a najveći dio priprema odradio je Sabor i Kraljevinska konferencija na čelu s banskim namjesnikom, zagrebačkim biskupom Maksimilijanom Vrhovcom. Još nekoliko puta za vrijeme Napoleonskih ratova proglašavana je insurekcija, a posljednji opći ustanak Sabor je pokrenuo revolucionarne 1848., kad je Hrvatsku ugrozila agresivna mađarska hegemonija. Ukidanjem kmetstva ukinuta je i drevna insurekcija, a zamijenili su je opća vojna obveza i ustroj domobranstva.

## Austro-Ugarska
Austro-ugarskom nagodbom 1867. osnovana je zajednička austro-ugarska vojska, koja se dijeli na stalnu vojsku i bojno pomorstvo, domobranstvo (posebno za austrijski, posebno za ugarski dio Monarhije) te isto tako i pučki ustanak. Zajednička vojska ima zadaću braniti dvojnu monarhiju protiv "izvanjskog neprijatelja i uzdržavati red i sigurnost u zemlji". Domobranstvu je zadaća podupirati zajedničku vojsku i braniti granice od napada, te iznimno za održavanje reda i sigurnosti. Pučki se ustanak predviđa kao krajnja obrambena mjera u ratu u slučaju prodora neprijatelja na teritorij Monarhije.
Pučko-ustaški obveznici u Austro-Ugarskoj su "osobe između 36. i 50. godine i one koje još nisu služile vojsku, dakle od 18. do 21. godine", "rezervisti domobranskih jedinica, uglavnom starijih godišta; posljednja obrana" Pučki ustanak se diže samo u slučaju rata, tj. opće mobilizacije, a posebno je ustrojen tek 1886. Do noveliranja vojnog zakona iz 1908. pučki ustanak je postojao samo na papiru. U ratu je i taj vid vojske djelomično funkcionirao kao trećelinijska vojna snaga, bez naoružanja, a često i bez časničkog i dočasničkog kadra.

### Ustroj
Poziv i otpust iz pučko-ustaške službe vrše od 1868. do 1914. pučko-ustaška kotarska zapovjedništva (mađ. Népfelkelő parancsnokság) (njem. Landsturmbezirkskommando) koja su nosila brojeve odgovarajućih domobranskih bojni i satnija: 81. pučko-ustaško kotarsko zapovjedništvo (Zagreb), 82. (Sisak), 83., (?) 84. (Karlovac), 85. (Ogulin), 86. (Gospić), 87. (Bjelovar), 88. (Varaždin), 89. (Nova Gradiška), 90. (Vinkovci) 91. (Virovitica) te (Rijeka). Od 1914. do 1918. ustrojena su okrupljena pučko-ustaška zapovjedništva (njem. Landsturmkommando) koja su nosila brojeve pripadajućih domobranskih pukovnija: 23. pučko-ustaško zapovjedništvo (Šibenik), 25. (Zagreb), 26. (Karlovac), 27. (Sisak), 28. (Osijek) te 37. (Herceg Novi). Pučko-ustaški obveznici su slijedom toga prevedeni u šest pučko-ustaških pukovnija (njem. Landsturmregiment):
- 23. pučko-ustaška pukovnija (Šibenik)
- 25. pučko-ustaška pukovnija (Zagreb)
- 26. pučko-ustaška pukovnija (Karlovac)
- 27. pučko-ustaška pukovnija (Sisak)
- 28. pučko-ustaška pukovnija (Osijek)
- 37. pučko-ustaška pukovnija (Herceg Novi)

### Prvi svjetski rat
Početkom Prvog svjetskog rata i u Hrvatskoj je također provedena opća mobilizacija, pa je od 25., 26., 27. i 28. pučko-ustaške pukovnije, zajedno s dvije dopunske pukovnije (38. i 10.), koje su tijekom rata popunjavane Hrvatima i Srbima s područja Hrvatske i Slavonije, oblikovana 104. domobranska pučko-ustaška brigada pod zapovjedništvom general bojnika Theodora Bekića. U Osijek je, primjerice, 26. listopada 1914. stiglo 7.000 pučkih ustaša unovačenih iz godišta 1892., 1893. i 1894. Za obranu morske obale je formiran 3. pučko-ustaški bataljun u Dubrovniku.

## Raspuštanje pučkog ustanka
Stvaranjem Države Slovenaca, Hrvata i Srba pokrenut je krajem 1918. proces demobilizacije u kojem su raspušteni Pučki ustanak i Kraljevsko hrvatsko domobranstvo. Raspuštanje je počelo u studenome 1918., a pučko-ustaška zapovjedništva preustrojena su u pukovske okružne komande prema modelu koji je postojao u Kraljevini Srbiji.

## Pučko-ustaške postrojbe u NDH
Stvaranjem Nezavisne Države Hrvatske 1941. krenulo se u obnovu hrvatskog domobranstva - željela se nastaviti vojna tradicija iz vremena Austro-Ugarske. Tako je u sklopu Hrvatskih oružanih snaga od vojnih obveznika u ljeto 1944. pod zapovjedništvom general-bojnika Josipa Metzgera formiran Pučko-ustaški zdrug (zbor) s 4 pukovnije, koje su se nazivale pučko-ustaškima: 
- Pučko-ustaška pukovnija "Baranja"
- Pučko-ustaška pukovnija "Vuka"
- Pučko-ustaška pukovnija "Posavlje"
- Pučko-ustaška pukovnija "Livac-Zapolje"[11]

Ove postrojbe sastojale su se uglavnom od starijih vojnih obveznika, dok je časnički i dočasnički kadar bio ustaški, što ove formacije čini sličnima njemačkom Volkssturmu. Pučko-ustaška pukovnija "Livac-Zapolje" pridružila se Luburićevoj "Ustaškoj obrambenoj brigadi" u prosincu 1944. Ostale tri pukovnije su se borile zajedno kao dio 5. zbora, a raspuštene su u ožujku 1945.